# Pop Disaster Tour
A Pop Disaster Tour 2002-ben egy két hónapos koncertturné volt, amelyen a fő fellépők a Green Day és a blink-182 voltak.
Az előzenekarok a Jimmy Eat World és a Saves The Day voltak, rajtuk kívül feltűnt még a Kut U up is, akiknek az élményeit dokumentálták a Riding In vans With Boys című filmben.

## Koncert és számlista

### Green Day
A Green day volt az első nagyobb zenekar aki fellépett, kb. 1 óra 20 percen át. A számlistát a hard.core rajongók megkritizálták, hogy túlságosan megjósolható és hasonló az előző turnéjukhoz. A zenekar nem játszott ráadást, egybe játszották el az összes számot.
Ahogy azt már többször is tették az Operation Ivy "Knowledge" feldolgozás alatt felhívtak egy-két ember a közönségből, hogy játsszák el a dalt.
1. "Maria"
2. "Longview"
3. "Welcome to Paradise"
4. "Hitchin' a Ride"
5. "Brain Stew"
6. "Jaded"
7. "2000 Light Years Away"
8. "Knowledge"
9. "Basket Case"
10. "She"
11. "King for a Day"
12. "Shout!"
13. "Waiting"
14. "Minority"
15. "When I Come Around"
16. "Good Riddance (Time of Your Life)"

### blink-182
A koncertek a blink-182 fellépésével végződtek. Körülbelül 1 órát és 5 percet játszottak. Csak párszor játszottak ráadást, például július 13-án Chicago-ban a Tweeter Center-ben ráadásnak a "13 Miles" játszották.
1. "Anthem Part Two"
2. "The Rock Show"
3. "Dumpweed"
4. "Going Away To College"
5. "What's My Age Again?"
6. "Please Take Me Home"
7. "Happy Holidays, You Bastard"
8. "Adam's Song"
9. "First Date"
10. "Carousel"
11. "Grandpa"
12. "Dysentery Gary"
13. "Family Reunion"
14. "Don't Leave Me"
15. "Stay Together for the Kids"
16. "All the Small Things"
17. "What Went Wrong?"
18. "Reckless Abandon"
19. Travis Barker drum solo
20. "Dammit"

## Koncert dátumok
- 04/17/02 – Bakersfield, CA at Centennial Garden
- 04/19/02 – Phoenix, AZ at America West Arena
- 04/20/02 – Irvine, CA at Verizon Wireless Amphitheatre Irvine
- 04/21/02 – Irvine, CA at Verizon Wireless Amphitheater Irvine
- 04/23/02 – Las Vegas, NV at MGM Grand
- 04/24/02 – Inglewood, CA at Great Western Forum
- 04/25/02 – Chula Vista, CA at Coors Amphitheater
- 04/27/02 – Mountain View, CA at Shoreline Amphitheater
- 04/28/02 – Sacramento, CA at Sacramento Valley Amphitheater
- 04/29/02 – Oakland, CA at Oakland Arena
- 05/01/02 – Tacoma, WA at Tacoma Dome
- 05/03/02 – West Valley City, UT, E Center
- 05/04/02 – Denver, CO at Fiddler's Green
- 05/06/02 – Maryland Heights, MO at Riverport Amphitheater
- 05/07/02 – Kansas City, MO at Sandstone Amphitheater
- 05/09/02 – Dallas, TX at Smirnoff Music Center
- 05/10/02 – Selma, TX at Verizon Wireless Amphitheatre San Antonio
- 05/11/02 – The Woodlands, TX at The Cynthia Woods Mitchell Pavilion
- 05/13/02 – Pelham, AL at Oak Mountain Amphitheatre
- 05/14/02 – Saint Petersburg, FL at Ice Palace
- 05/15/02 – Miami, FL at Mars Music Amphitheatre
- 05/16/02 – Orlando, FL at Orlando Centroplex
- 05/18/02 – Atlanta, GA at HiFi Buys Amphitheatre
- 05/19/02 – Raleigh, NC at Alltell Pavilion
- 05/20/02 – Charlotte, NC at Verizon Wireless Amphitheatre Charlotte
- 05/22/02 – Virginia Beach, VA at Verizon Wireless Amphitheatre Virginia Beach
- 05/23/02 – Hershey, PA at Hershey Park Pavillion
- 05/24/02 – Holmdel, NJ at PNC Bank Arts Center
- 05/25/02 – Burgettstown, PA at Post-Gazette Pavilion
- 05/27/02 – Hartford, CT at New England Dodge Music Center
- 05/28/02 – Camden, NJ at Tweeter Center at the Waterfront
- 05/30/02 – Wantagh, NY at Jones Beach Theater
- 05/31/02 – New York, NY at Madison Square Garden
- 06/01/02 – Darien, NY at Darien Lake Performing Arts Center
- 06/02/02 – Mansfield, MA at Tweeter Center for the Performing Arts
- 06/04/02 – Saratoga Springs, NY at Saratoga Performing Arts Center
- 06/05/02 – Washington, DC at MCI Center
- 06/07/02 – Toronto, ON at Molson Amphitheatre
- 06/08/02 – Grand Rapids, MI at Van Andel Arena
- 06/09/02 – Columbus, OH at Jerome Schottenstein Center
- 06/11/02 – Auburn Hills, MI at The Palace of Auburn Hills
- 06/12/02 – Cuyahoga Falls, OH at Blossom Music Center
- 06/14/02 – Noblesville, IN at Verizon Wireless Music Center
- 06/15/02 – Tinley Park, IL at Tweeter Center (World Music Center)
- 06/16/02 – Milwaukee, WI at Marcus Amphitheater
- 06/17/02 – Minneapolis, MN at Target Center